# Fette Compacting
Die Fette Compacting GmbH ist ein Maschinenbauunternehmen mit Hauptsitz in Schwarzenbek. Das Unternehmen ist ein weltweit tätiger Maschinenhersteller, Servicedienstleister und Engineering-Unternehmen für Verarbeitung/Verpressung und Abfüllung von pulverförmigen Stoffen für die Nahrungsmittel- und die pharmazeutische Industrie.
Das Unternehmen ist Teil der LMT Group, einer mittelständischen Unternehmensgruppe in Familienbesitz. Neben der Fette Compacting GmbH gehört der Unternehmensbereich LMT Tool Systems GmbH & Co. KG zu der Gruppe. Die LMT Tool Systems stellt Präzisionswerkzeuge zur industriellen Bearbeitung von Konstruktionswerkstoffen her.

## Geschichte
Im Jahr 1908 gründete Wilhelm Fette in Hamburg-Altona das Unternehmen Fette und begann mit der Produktion von Präzisionswerkzeugen. 1948 präsentierte Fette die erste selbst entwickelte Tablettenpresse. 1953 siedelte der Firmensitz nach Schwarzenbek. 1982 folgte mit der P2080 die weltweit erste computergesteuerte Tablettenpresse. Es war nun möglich, die Presse über ein einheitliches Terminal zu steuern und Prozessdaten zu dokumentieren. Im Jahr 1991 brachte das Unternehmen die erste Tablettenpresse mit schnell wechselbarem Rotor auf den Markt. Die Marktposition wurde durch die Eröffnung der Auslandsniederlassung Fette Compacting America im selben Jahr weiter ausgebaut. In den folgenden Jahren wurden weitere Tochtergesellschaften und Produktionsstätten unter anderem in Brasilien, China und Indien eröffnet.

## Standorte
- Produktionsstandorte
  - Deutschland (Schwarzenbek)
  - China (Nanjing)
- Niederlassungen
  - Fette Compacting Mexico, SA de CV
  - Fette Compacting America, Inc.
  - Fette Compacting America Latina Ltda.
  - Fette Compacting Belgium BVBA
  - Fette Compacting Ibérica, S.L.
  - Fette Compacting et Uhlmann France SAS
  - Fette Compacting Middle East FZE
  - Fette Compacting Machinery India Private Limited
  - Fette Compacting Asia Pacific Pte Ltd.
  - Fette Compacting GmbH (Schweiz)
  - Fette Compacting (China) Co. Ltd.
  - EuroPharma Machinery Limited
- Kompetenzzentren
  - Deutschland (Schwarzenbek)
  - USA (Rockaway, New Jersey)
  - Brasilien (Campinas)
  - Indien (Goa)
  - China (Nanjing)

## Produkte und Dienstleistungen
- Tablettenpressen
  - FE Serie
  - i Serie
  - P Serie

- Containment
- Continuous Manufacturing
- OSDi - digitale Lösungen
- Galenik
- Prozess Equipment
- Tablettierwerkzeuge
- Dienstleistung Kundenzentrum, Workshop[4]

## Partnerschaft
Seit April 2011 gehört Fette Compacting der Allianz Excellence United an, einer Partnerschaft aus vier Familienunternehmen des Spezialmaschinenbaus für die Pharma-, Medizintechnik- und Prozessindustrie. Die Allianz besteht neben Fette Compacting aus Glatt, Harro Höfliger und Uhlmann.